# ل. سكوت كالدويل
ل. سكوت كالدويل (بالإنجليزية: L. Scott Caldwell)‏ (و. 1950  م) هي ممثلة مسرحية، وممثلة أفلام، وممثلة تلفزيونية أمريكية، ولدت في شيكاغو.

## جوائز
حصلت على جوائز منها:
- جائزة توني لأفضل ممثلة بارزة في مسرحية [الإنجليزية]‏ (1988).

## وصلات خارجية
- ل. سكوت كالدويل على موقع IMDb (الإنجليزية)
- ل. سكوت كالدويل على موقع أول موفي (الإنجليزية)
- ل. سكوت كالدويل على موقع قاعدة بيانات برودواي على الإنترنت (الإنجليزية)
- ل. سكوت كالدويل على موقع قاعدة بيانات الفيلم (الإنجليزية)